# Seznam premiérů Ázerbájdžánu
Toto je seznam ázerbájdžánských premiérů od vyhlášení republiky v roce 1990.

## Seznam
| Jméno            | Přijal funkci     | Opustil funkci    | Pozn.                       |
| ---------------- | ----------------- | ----------------- | --------------------------- |
| Hasan Hasanov    | 25. ledna 1990    | 7. dubna 1992     |                             |
| Firuz Mustafajev | 7. dubna 1992     | 18. května 1992   | úřadující                   |
| Rahim Husejnov   | 18. května 1992   | 26. ledna 1993    |                             |
| Ali Masimov      | 26. ledna 1993    | 28. dubna 1993    |                             |
| Panakh Husejnov  | 28. dubna 1993    | 7. června 1993    |                             |
| Surat Husejnov   | 27. června 1993   | 6. října 1994     |                             |
| Fuad Gulijev     | 6. října 1994     | 20. července 1996 | úřadující do 2. května 1995 |
| Artur Rasizada   | 20. července 1996 | 4. srpna 2003     |                             |
| Ilham Alijev     | 4. srpna 2003     | 4. listopadu 2003 |                             |
| Artur Rasizada   | 4. listopadu 2003 | 21. dubna 2018    |                             |
| Novruz Mamedov   | 21. dubna 2018    | 8. října 2019     |                             |
| Ali Asadov       | 8. října 2019     | dosud             |                             |